# Adoracja ze św. Janem i św. Bernardem
Adoracja ze św. Janem i św. Bernardem – obraz renesansowego włoskiego malarza Fra Filippa Lippiego znajdujący się obecnie w zbiorach berlińskiej Gemäldegalerie. Znane są również dwie repliki dzieła przechowywane dziś w Muzeum Uffizi we Florencji.
Obraz został namalowany na zlecenie dworu Cosmy Medyceusza i miał ozdabiać kaplicę w Palazzo Medici. Na pierwszym planie przedstawia Matkę Boską błękitnej bogato haftowanej szacie i nagiego, małego Jezusa. Po lewej stronie widoczny jest młody Jan Chrzciciel, patron Florencji z nieodzownym atrybutem w ręce – krzyżem i szarfą z widocznym początkiem sentencji: Ecce Agnus Dei, ecce qui tollit peccatum mundi ("Oto Baranek Boży, oto ten który gładzi grzech świata"; Ewangelia według świętego Jana 1, 29). Za nim pogrążony w modlitwie przedstawiony został cysters św. Bernard z Clairvaux. Na górze na środku widoczna jest postać Boga Ojca Błogosławiącego oraz poniżej Ducha Świętego w postaci gołąbka. Promień wychodzący z niego w kierunku Jezusa dzieli płótno na dwie części wyznaczając oś obrazu. Cała scena rozgrywa się w lesie wśród ściętych drzew. Na jednym z nich widoczna jest sygnatura Filippo nawiązująca do słów św. Jana Każde więc drzewo, które nie wydaje dobrego owocu, zostaje wycięte i w ogień rzucone (Łk 9,3).